# درجه حفاظت

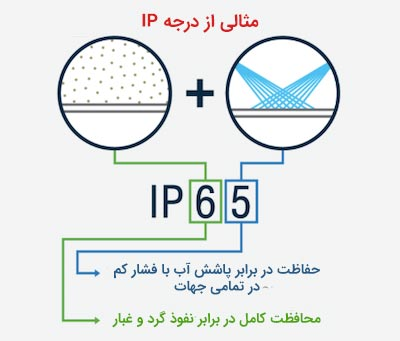
مثالی از درجه حفاظت (IP) و مفهوم اعداد آن

درجه حفاظت یا کد آی‌پی (به انگلیسی: IP code) اصطلاحی در استاندارد آی‌ئی‌سی ۶۰۵۲۹ است که بر اساس آن محفظه‌های تجهیزات الکتریکی با کدهای استانداردی با دو حرف IP در کنار دو رقم، از نظر نفوذ در برابر عوامل خارجی تقسیم‌بندی می‌شوند. رقم اول که بین ۰ تا ۶ است سطح حفاظت در برابر جسم سخت خارجی و نیز حفاظت افراد را مشخص می‌کند. رقم دوم بین ۰ تا ۸ است و میزان حفاظت را در برابر نفوذ آب (و نه هیچ مایع دیگر) مشخص می‌کند. هر چه این رقم‌ها بیشتر باشند، میزان حفاظت بیشتر است.
| رقم اول کد آی‌پی | حفاظت تعریف شده برای افراد | حفاظت در برابر جسم خارجی                      | نیروی اعمال‌شده بر جسم خارجی                              |
| --------------- | --- | --------------------------------------------- | -------------------------------------------------------- |
| ۰               | نیاز به آزمایش نیست | نیاز به آزمایش نیست                           | نیاز به آزمایش نیست                                      |
| ۱               | پشت دست | اجسام جامد خارجی با قطر ۵۰ میلی‌متر یا بیشتر   | ۵۰ نیوتون                                                |
| ۲               | یک انگشت | اجسام جامد خارجی با قطر ۱۲٫۵ میلی‌متر یا بیشتر | ۱۰ نیوتون                                                |
| ۳               | یک ابزار | اجسام جامد خارجی با قطر ۲٫۵ میلی‌متر یا بیشتر  | ۳ نیوتون                                                 |
| ۴               | اکثر سیم‌ها، پیچ‌های باریک، مورچه‌های بزرگ و غیره.                                                                                | حفاظت شده در برابر نفوذ گرد و غبار            | اجسام جامد خارجی با قطر ۱٫۰ میلی‌متر یا بیشتر از ۱ نیوتون |
| ۵               | از ورود گرد و غبار به‌طور کامل جلوگیری نمی‌شود، اما نباید به مقدار کافی وارد شود تا در عملکرد ایمن تجهیزات اختلال ایجاد کند.     | حفاظت شده در برابر نفوذ گرد و غبار            | ۱ نیوتون                                                 |
| ۶               | عدم ورود گرد و غبار؛ محافظت کامل در برابر تماس (ضد گرد و غبار). باید خلاء اعمال شود. مدت زمان تست تا ۸ ساعت بر اساس جریان هوا. | ضد گرد و غبار                                 | ۱نیوتون                                                  |

| رقم دوم | حفاظت‌شده در برابر            | آزمایش‌شده با | جزئیات |
| ------- | ---------------------------- | --- | --- |
| ۰       | محافظت نشده                  | — | — |
| ۱       | چکیدن آب                     | چکیدن آب (ریزش عمودی قطرات آب) اثر مضری نخواهند گذاشت. | مدت‌زمان: ۱۰ دقیقه آبی معادل ریزش ۱ میلی‌متر باران در دقیقه                                                                          |
| ۲       | چکیدن آب هنگام کج‌شدگی تا ۱۵° | اگر محفظه تا ۱۵° نسبت به حالت عادی کج شود چکیدن عمودی آب اثر زیان‌باری نمی‌گذارد. | مدت آزمایش: ۱۰ دقیقه آبی معادل ریزش ۳ میلی‌متر باران در دقیقه                                                                       |
| ۳       | آب افشانده‌شده                | ریزش آب به صورت افشانه تا زاویهٔ ۶۰° از حالت عمودی اثر زیان‌باری ندارد. | مدت آزمایش: ۵ دقیقه حجم آب: ۰٫۷ لیتر بر دقیقه فشار: 80–100 kPa                                                                     |
| ۴       | پاشیدن آب                    | پاشش آب روی محفظه از هر جهتی روی آن اثر زیان‌بار نمی‌گذارد. | مدت‌زمان: ۵ دقیقه حجم آب: ۱۰ لیتر بر دقیقه فشار: ۸۰–۱۰۰ کیلوپاسکال                                                                  |
| ۵       | جت‌های آب                     | آب افشانده‌شده با یک افشانک (۶٫۳ میلی‌متر) بر روی محفظه از هر جهتی اثر زیان‌بار نخواهد داشت. | مدت آزمایش: دست کم ۳ دقیقه حجم آب: ۱۲٫۵ لیتر بر دقیقه فشار: 30 kPa at distance of 3 m                                              |
| ۶       | جت‌های قوی آب                 | آب افشانده‌شده با جت‌های قوی (افشانهٔ 12.5 mm) بر روی محفظه از هر جهتی اثر زیان‌بار نخواهد داشت. | مدت آزمایش: دست کم ۳ دقیقه حجم آب: ۱۰۰ لیتر بر دقیقه فشار آب: ۱۰۰ کیلو پاسکال از فاصلهٔ ۳ متر                                       |
| ۷       | غوطه‌وری تا ۱ متر             | در شرایط تعیین‌شده برای غوطه‌وری از نظر زمان و فشار، نفوذ آب به میزان زیان‌بار به درون محفظه ناممکن خواهد بود (تا ۱ متر غوطه‌وری).                                                                                       | زمان آزمایش: ۳۰ دقیقه قوطه‌وری در ژرفای کمینهٔ ۱ متر اندازه‌گیری‌شده از پایین وسیله، و دست کم ۱۵ سانتی‌متر اندازه‌گیری‌شده از بالای وسیله |
| ۸       | غوطه‌وری ورای ۱ متر           | تجهیز برای غوطه‌وری دائم در آب در شرایط یادشده توسط سازنده مناسب است. معمولاً این به معنای آن است که وسیله آب‌بندی شده‌است. با این وجود، در برخی تجهیزات، به معنای آن است که آب می‌تواند نفوذ کند اما اثر زیان‌باری ندارد. | مدت آزمایش: غوطه‌وری مداوم در آب ژرفای تعیین‌شده توسط سازنده                                                                         |